# Prisme hexagonal métabiaugmenté
Le prisme hexagonal métabiaugmenté est un polyèdre faisant partie des solides de Johnson (J56). Comme le nom l'indique, il peut être construit en augmentant doublement un prisme hexagonal en attachant deux pyramides carrées (J1) à une face équatoriale ainsi qu'à une face équatoriale adjacente à la face opposée. (Le solide obtenu en attachant des pyramides à des faces équatoriales adjacentes n'est pas convexe, et donc n'est pas un solide de Johnson). 
Les 92 solides de Johnson ont été nommés et décrits par Norman Johnson en 1966.